# Voo SANSA 32
O Voo SANSA 32, um CASA C-212 Aviocar a caminho do Aeroporto de Palmar-Sur, colidiu com o Cerro Cedral, uma montanha na Costa Rica após decolagem do Aeroporto Internacional Juan Santamaria em San José em 15 de janeiro de 1990. Todos os 20 passageiros e 3 tripulantes a bordo morreram no acidente.

## Sequência do acidente
O voo 32 da SANSA decolou do Aeroporto Internacional Juan Santamaria às 8h25, horário local, e foi autorizado a subir a 5500 pés. Logo depois, a tripulação recebeu outra instrução para subir a 8500 pés. No meio da escalada, a aeronave colidiu no Cerro Cedral a 7200 pés, matando todos a bordo.

## Investigação
A investigação apurou que a principal causa do acidente foi o não cumprimento do plano de voo proposto discutido com o controle de tráfego aéreo, o que teria levado a aeronave a voar em condições IMC em vez de VFR. Os fatores de suporte incluem a falta de um sistema de alerta de proximidade ao solo, fadiga do piloto e a falta de um programa de segurança de voo na SANSA.